# Веретейское сельское поселение
Веретейское сельское поселение — муниципальное образование в Некоузском районе Ярославской области. Административный центр — посёлок Борок.

## География
Территория сельского поселения расположена на востоке Некоузского муниципального района, частично на побережье Рыбинского водохранилища.
Веретейское сельское поселение граничит:
- на севере с Брейтовским районом;
- на востоке с Рыбинским районом;
- на юге с Волжским сельским поселением Некоузского района;
- на западе с Некоузским сельским поселением Некоузского района.

## История
Веретейское сельское поселение с центром посёлке Борок образовано Законом Ярославской области от 21.12.2004 года № 65-З «О наименованиях, границах и статусе муниципальных образований Ярославской области», границы сельского поселения установлены в административных границах Веретейского и Лацковского сельских округов. 15 февраля 2006 года проведена регистрация муниципального образования Веретейское сельское поселение. В декабре 2008 года закончился переходный период. С 1 января 2009 года полномочия, регламентированные Федеральным Законом № 131-ФЗ «Об общих принципах организации местного самоуправления в Российской Федерации», в полном объёме отнесены на уровень поселения.

## Население
| 2007  | 2010  | 2011  | 2012  | 2013  | 2014  | 2015  |
| ----- | ----- | ----- | ----- | ----- | ----- | ----- |
| 3233  | ↘3072 | ↘3060 | ↗3087 | ↘2999 | ↘2989 | ↘2921 |
| 2016  | 2017  | 2018  | 2019  | 2020  | 2021  |       |
| ↘2861 | ↘2793 | ↘2723 | ↘2661 | ↘2609 | ↘2125 |       |

## Состав сельского поселения
В состав сельского поселения входят 107 населённых пунктов. 
| №   | Населённый пункт  | Тип населённого пункта          | Население | Сельский округ |
| --- | ----------------- | ------------------------------- | --------- | -------------- |
| 1   | Бажутино          | деревня                         | →2        | Лацковский     |
| 2   | Беликово          | деревня                         | ↘1        | Лацковский     |
| 3   | Бельнево          | деревня                         | →0        | Лацковский     |
| 4   | Большие Заломы    | деревня                         | ↘1        | Веретейский    |
| 5   | Большие Столбища  | деревня                         | ↗5        | Веретейский    |
| 6   | Большие Ченцы     | деревня                         | →18       | Лацковский     |
| 7   | Большое Дьяконово | деревня                         | ↗51       | Веретейский    |
| 8   | Бор               | деревня                         | ↗13       | Веретейский    |
| 9   | Борок             | посёлок, административный центр | ↗1870     | Веретейский    |
| 10  | Бухалово          | деревня                         | →0        | Лацковский     |
| 11  | Ванинское         | деревня                         | ↘0        | Лацковский     |
| 12  | Варжино           | деревня                         | ↘6        | Лацковский     |
| 13  | Великово          | деревня                         | ↘9        | Веретейский    |
| 14  | Веретея           | село                            | ↗183      | Веретейский    |
| 15  | Верхне-Никульское | село                            | ↘47       | Веретейский    |
| 16  | Верховина         | деревня                         | ↘2        | Лацковский     |
| 17  | Вильца            | деревня                         | →0        | Лацковский     |
| 18  | Волково           | деревня                         | ↘1        | Лацковский     |
| 19  | Воскресенское     | село                            | ↘21       | Лацковский     |
| 20  | Высоково          | деревня                         | →3        | Веретейский    |
| 21  | Голбино           | деревня                         | ↘1        | Лацковский     |
| 22  | Горки             | деревня                         | ↘9        | Веретейский    |
| 23  | Горки             | деревня                         | ↘0        | Лацковский     |
| 24  | Горки             | деревня                         | →0        | Лацковский     |
| 25  | Грезное           | деревня                         | ↘25       | Лацковский     |
| 26  | Грибова           | деревня                         | ↗2        | Веретейский    |
| 27  | Григорево         | деревня                         | ↗68       | Веретейский    |
| 28  | Григорово         | деревня                         | →0        | Лацковский     |
| 29  | Грязивец          | деревня                         | →0        | Лацковский     |
| 30  | Дмитрихово        | деревня                         | →0        | Лацковский     |
| 31  | Долгарево         | деревня                         | →0        | Лацковский     |
| 32  | Дор               | деревня                         | ↘7        | Веретейский    |
| 33  | Дуброва           | деревня                         | ↘18       | Веретейский    |
| 34  | Ефаново           | деревня                         | ↘5        | Веретейский    |
| 35  | Завражье          | деревня                         | →0        | Лацковский     |
| 36  | Заручье           | деревня                         | ↗12       | Веретейский    |
| 37  | Заручье           | деревня                         | ↘0        | Лацковский     |
| 38  | Иванцево          | деревня                         | ↗17       | Веретейский    |
| 39  | Иконино           | деревня                         | ↗13       | Лацковский     |
| 40  | Кальтино          | деревня                         | ↘28       | Лацковский     |
| 41  | Каплино           | деревня                         | →4        | Лацковский     |
| 42  | Кашеварка         | деревня                         | ↗1        | Лацковский     |
| 43  | Кашино            | деревня                         | ↗30       | Веретейский    |
| 44  | Кашино            | деревня                         | ↘2        | Лацковский     |
| 45  | Клабуково         | деревня                         | ↗4        | Лацковский     |
| 46  | Клыково           | деревня                         | ↘3        | Лацковский     |
| 47  | Кожевниково       | деревня                         | ↗5        | Веретейский    |
| 48  | Комарово          | деревня                         | ↘2        | Лацковский     |
| 49  | Копань            | деревня                         | →0        | Лацковский     |
| 50  | Кузьма-Демьян     | село                            | ↗7        | Веретейский    |
| 51  | Кулотино          | деревня                         | →8        | Веретейский    |
| 52  | Лацкое            | село                            | ↘214      | Лацковский     |
| 53  | Лесканово         | деревня                         | ↘1        | Лацковский     |
| 54  | Липняги           | деревня                         | ↘2        | Лацковский     |
| 55  | Луговая           | деревня                         | ↘3        | Лацковский     |
| 56  | Лямино            | деревня                         | ↘3        | Веретейский    |
| 57  | Малое Дьяконово   | деревня                         | ↘16       | Веретейский    |
| 58  | Малые Заломы      | деревня                         | ↘7        | Веретейский    |
| 59  | Малые Столбища    | деревня                         | ↗1        | Веретейский    |
| 60  | Малые Ченцы       | деревня                         | ↘12       | Лацковский     |
| 61  | Манино            | деревня                         | →0        | Лацковский     |
| 62  | Марины            | деревня                         | →0        | Лацковский     |
| 63  | Марьино           | село                            | ↘105      | Веретейский    |
| 64  | Марьино           | деревня                         | ↘4        | Лацковский     |
| 65  | Маслово           | деревня                         | ↘4        | Лацковский     |
| 66  | Матуково          | деревня                         | ↘0        | Лацковский     |
| 67  | Маурино           | деревня                         | ↘3        | Лацковский     |
| 68  | Мясниково         | деревня                         | →2        | Лацковский     |
| 69  | Назимино          | деревня                         | →0        | Веретейский    |
| 70  | Нивы              | деревня                         | →10       | Веретейский    |
| 71  | Никольское        | деревня                         | ↘24       | Лацковский     |
| 72  | Никулкино         | деревня                         | ↗3        | Веретейский    |
| 73  | Новинка Алферова  | деревня                         | ↘4        | Веретейский    |
| 74  | Новинка Горняя    | деревня                         | ↘1        | Веретейский    |
| 75  | Обрубово          | деревня                         | ↘0        | Веретейский    |
| 76  | Обухово           | деревня                         | ↗4        | Веретейский    |
| 77  | Обуховцево        | деревня                         | ↘0        | Веретейский    |
| 78  | Опряково          | деревня                         | →0        | Лацковский     |
| 79  | Остроги           | деревня                         | ↘15       | Веретейский    |
| 80  | Павловская        | деревня                         | ↘0        | Веретейский    |
| 81  | Пасеново          | деревня                         | ↘0        | Веретейский    |
| 82  | Переслегино       | деревня                         | ↘12       | Веретейский    |
| 83  | Погорелка         | деревня                         | ↘18       | Веретейский    |
| 84  | Погорелка         | деревня                         | →0        | Лацковский     |
| 85  | Покров-Раменье    | село                            | ↘7        | Лацковский     |
| 86  | Полежаево         | деревня                         | →6        | Веретейский    |
| 87  | Поройки           | деревня                         | ↗2        | Лацковский     |
| 88  | Посошниково       | деревня                         | ↘0        | Лацковский     |
| 89  | Пропасть          | деревня                         | ↗8        | Веретейский    |
| 90  | Прямик            | деревня                         | ↗5        | Веретейский    |
| 91  | Пустошка          | деревня                         | ↘0        | Лацковский     |
| 92  | Пушкино           | деревня                         | ↘14       | Лацковский     |
| 93  | Раево             | село                            | ↗3        | Лацковский     |
| 94  | Родионово         | деревня                         | →1        | Лацковский     |
| 95  | Рой               | деревня                         | ↗3        | Лацковский     |
| 96  | Середка           | деревня                         | ↘4        | Лацковский     |
| 97  | Споротково        | деревня                         | ↘4        | Веретейский    |
| 98  | Сысоево           | деревня                         | →15       | Веретейский    |
| 99  | Угол              | деревня                         | ↗5        | Веретейский    |
| 100 | Федосово          | деревня                         | →0        | Лацковский     |
| 101 | Федотьево         | деревня                         | ↘0        | Веретейский    |
| 102 | Харино            | деревня                         | →0        | Лацковский     |
| 103 | Царево            | деревня                         | →4        | Лацковский     |
| 104 | Черемуха          | деревня                         | →0        | Лацковский     |
| 105 | Чеснава           | деревня                         | ↘11       | Лацковский     |
| 106 | Чурилово          | деревня                         | ↗8        | Веретейский    |
| 107 | Шахаево           | деревня                         | ↘0        | Лацковский     |

## Культура

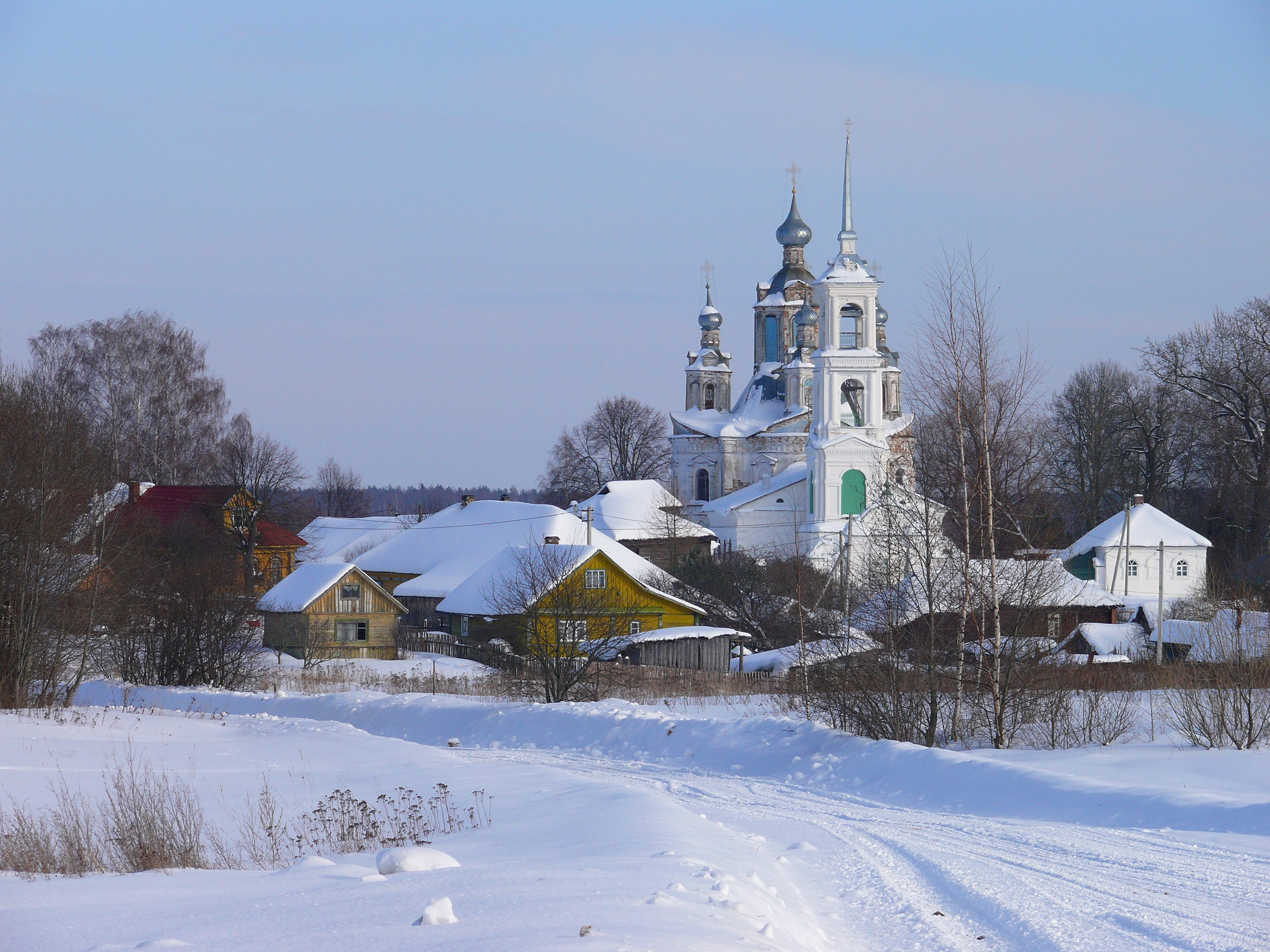
Церковь в Верхне-Никульском

Имеется четыре дома культуры (ДК посёлка Борок является одним из крупнейших в районе, сейчас[когда?]

 здание находится на капитальном ремонте).
На территории поселения до реформ начала XXI века действовала старейшая в России сельская школа, основанная в 1840-х годах.
Веретейская школа была основана в 1848 г. по решению крестьян, носила имя Н.А. Морозова. Её окончили В.А. Патрухин (1865-1942), В.В. Куприянов (1912-2006), А.А. Сауков (1902–1964); учился в оной В. С. Чесноков (1939-2018).

## Памятники архитектуры
Памятники гражданской архитектуры:
- Загородная усадьба Н. А. Морозова «Борок»: парк, середина XIX века; флигель, 1840-е годы. Категория историко-культурного значения: федерального значения.
- Загородная усадьба Пономарева в с. Воскресенское: дом усадебный, конец XIX в. — начало XX в.; парк, конец XVIII в. — начало XIX в.

Памятники церковной архитектуры:

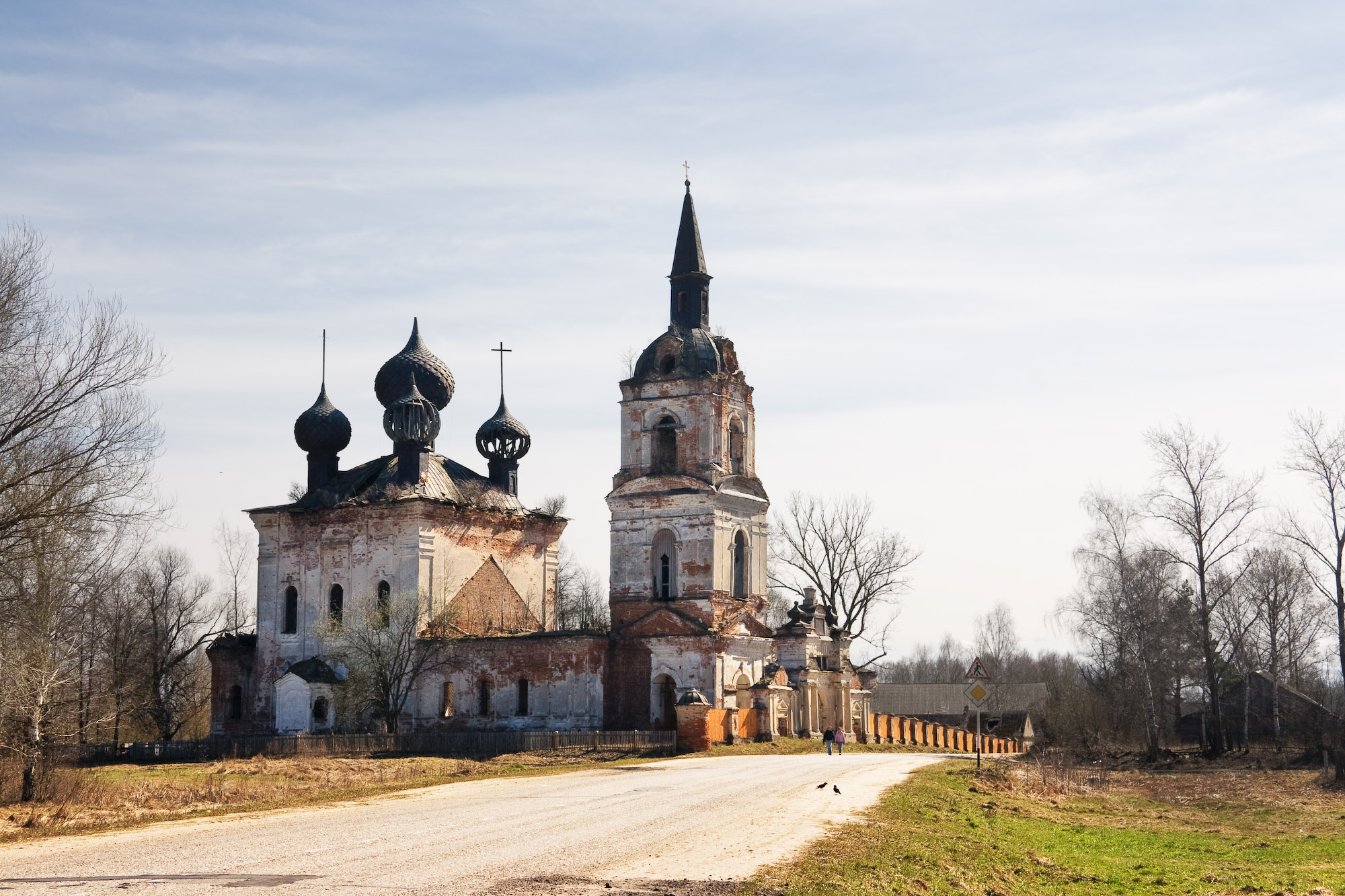
Церковь в селе Веретея

- Храмовый комплекс в с. Веретея: церковь Ильи Пророка, церковь Покрова, дом дьякона, дом священника, ограда с башней, святые ворота. XVIII-XIX в.
- Церковь Троицы в с. Верхне-Никульское: храм, дом священника (библиотека-читальня), ограда с воротами, святые ворота, сторожка, хозпостройки. XIX в.
- Церковь Воскресения в с. Воскресенское: храм, ограда с воротами. 1796-1880-е годы.
- Церковь Казанская в селе Кузьма-Демьян: храм, ограда с воротами. Начало XIX в.
- Церковь Благовещения в с. Марьино: храм, ограда с воротами. 1781—1901 годы.
- Церковь Вознесения в с. Лацкое. 1801 г.
- Церковь Покрова в д. Покрово-Раменье. 1829 г.
- Церковь Василия Великого в с. Раево. 1841 г.
- Часовня в д. Великово. XVIII—XIX в.